# Ted Tetzlaff
Ted Tetzlaff (* 3. Juni 1903 in Los Angeles, Kalifornien; † 7. Januar 1995 in Fort Baker, Kalifornien) war ein US-amerikanischer Regisseur und Kameramann.

## Leben
Tetzlaff war der Sohn des Rennfahrers und Schauspielers Teddy Tetzlaff. Ab 1926 war Ted Tetzlaff als Kameramann in Hollywood beschäftigt, in den folgenden zwei Jahrzehnten war er in dieser Funktion an über 100 Filmen beteiligt. Über lange Jahre war er hauptsächlich für Columbia Pictures tätig. Er galt als Lieblings-Kameramann der Filmschauspielerin Carole Lombard, die er in zehn Filmen in Szene setzte. Er fotografierte besonders oft Screwball-Komödien wie Mein Mann Godfrey, Mein Leben in Luxus, Meine Frau, die Hexe und Immer mehr, immer fröhlicher. Für seine Arbeit an Zeuge der Anklage war er 1943 für den Oscar in der Kategorie Beste Kamera (schwarzweiß) nominiert. Seine letzte Kameraarbeit war Alfred Hitchcocks Filmklassiker Berüchtigt im Jahr 1946. 
Nach Berüchtigt wechselte Tetzlaff endgültig ins Regiefach, nachdem er bereits 1941 bei der Komödie Weltpremiere mit John Barrymore erstmals als Filmregisseur gearbeitet hatte. Insgesamt verantwortete er als Regisseur 14 Kinofilme bis zum Jahr 1959. Sein größter Erfolg als Regisseur war der Film noir Das unheimliche Fenster mit Bobby Driscoll, Arthur Kennedy und Barbara Hale. Ein Junge beobachtet einen Mord, doch niemand glaubt ihm. Dies bringt ihn in tödliche Gefahr. Der Film kostete nur rund 200.000 Dollar und spielte ein Vielfaches davon ein. Vereinzelt arbeitete Tetzlaff in den 1950er-Jahren auch als Fernsehregisseur.
Tetzlaff war Vater von zwei Kindern, seine drei Ehen wurden alle geschieden. Nach Jahrzehnten im Ruhestand starb er 1995 mit 92 Jahren.

## Filmografie (Auswahl)

### Regisseur
- 1941: Weltpremiere (World Premiere)
- 1947: Riffraff
- 1948: Fighting Father Dunne
- 1949: Das unheimliche Fenster (The Window)
- 1949: Johnny Allegro
- 1950: A Dangerous Profession
- 1950: Hölle am weißen Turm (The White Tower)
- 1950: Endstation Mord (Gambling House)
- 1951: Die Mündung vor Augen (Under the Gun)
- 1952: Der Schatz im Canyon (The Treasure of Lost Canyon)
- 1953: Time Bomb
- 1955: Sindbads Sohn (Son of Sinbad)
- 1956: Die sieben Weltwunder (Seven Wonders of the World) (Co-Regie)
- 1959: Land ohne Gesetz (The Young Land)

### Kameramann
- 1929: Junge Generation (The Younger Generation)
- 1931: Das Strafgesetzbuch (The Criminal Code)
- 1932: Love Affair
- 1932: Das Washingtoner Karussell (Washington Merry-Go-Round)
- 1932: Das Rätsel einer Nacht (The Night Club Lady)
- 1932: Hinter der Maske (Behind the Mask)
- 1934: Zwei Herzen auf der Flucht (Fugitive Lovers)
- 1935: Sein letztes Kommando (Annapolis Farewell)
- 1935: Liebe im Handumdrehen (Hands across the Table)
- 1936: Liebe vor dem Frühstück (Love Before Breakfast)
- 1936: Mein Mann Godfrey (My Man Godfrey)
- 1936: Eine Prinzessin für Amerika (The Princess Comes Across)
- 1937: Mein Leben in Luxus (Easy Living)
- 1937: Ein Mordsschwindel (True Confession)
- 1937: Swing High, Swing Low
- 1938: Madame haben geläutet? (Fools for Scandal)
- 1938: Tropic Holiday
- 1939: Bulldog Drummond: Das Geheimnis der Strahlenkanone (Arrest Bulldog Drummond!)
- 1940: Die unvergessliche Weihnachtsnacht (Remember the Night)
- 1940: Rhythm on the River
- 1941: Der Weg nach Sansibar (Road to Zanzibar)
- 1942: Du warst nie berückender (You Were Never Lovelier)
- 1942: Fräulein Mama (The Lady Is Willing)
- 1942: Meine Frau, die Hexe (I Married a Witch)
- 1942: Zeuge der Anklage (The Talk of the Town)
- 1943: Immer mehr, immer fröhlicher (The More the Merrier)
- 1945: Mit den Augen der Liebe (The Enchanted Cottage)
- 1946: Berüchtigt (Notorious)